# Xestocephalus albidus
Xestocephalus albidus är en insektsart som beskrevs av Evans 1954. Xestocephalus albidus ingår i släktet Xestocephalus och familjen dvärgstritar. Inga underarter finns listade i Catalogue of Life.